# Neoleptoneta concinna
Neoleptoneta concinna là một loài nhện trong họ Leptonetidae.
Loài này thuộc chi Neoleptoneta. Neoleptoneta concinna được Willis J. Gertsch miêu tả năm 1974.